# Фултон, Айлин
Айлин Фултон (англ. Eileen Fulton; 13 сентября 1933, Ашвилл, Северная Каролина — 14 июля 2025, Ашвилл, Северная Каролина) — американская актриса, наиболее известная благодаря своей роли Лизы Гримальди, одной из самых ненавистных злодеек в истории мыльных опер, в дневной мыльной опере CBS «Как вращается мир». Фултон снималась в «Как вращается мир» с 1960 по 2010 год, на протяжении пятидесяти лет, вплоть до закрытия шоу.
Фултон родилась в Ашвилле, Северная Каролина. В 1933 году, на волне популярности её персонажа в «Как вращается мир», CBS сделал спин-офф шоу под названием «Наш личный мир», который демонстрировался в прайм-тайм. Когда шоу было закрыто она вернулась в дневной эфир, где и провела всю свою карьеру. В дополнение к работе в мыльной опере, Фултон появилась в нескольких независимых кинофильмах, а также выступала на театральной сцене, в том числе и в пьесе «Кто боится Вирджинии Вулф?».
Умерла 14 июля 2025 года в возрасте 91 года в Ашвилле, штат Северная Каролина.